# Solözismus
Ein Solözismus (altgriechisch σολοικισμός soloikismós) ist ein grober sprachlicher Fehler in der Syntax, vermutlich so genannt nach der griechischen Stadt Soloi in Kilikien, deren Einwohner, wohl durch den Einfluss benachbarter Barbarenstämme, ein schwer verständliches Griechisch gesprochen haben sollen. In der linguistischen Betrachtungsweise kommen Solözismen vor allem dann vor, wenn die Satzglieder nicht richtig miteinander verbunden werden.
Ein Solözismus kann auch als bewusstes rhetorisches Mittel verwendet werden (z. B.: „Wo du wolle?“) – in der klassischen Rhetorik nannte man die lizenzierte Verwendung griechisch σχῆμα schêma, lateinisch schēma oder figūra. Zu den Solözismen gehören auch Pleonasmus, Ellipse (auch Ellipsis genannt) und Anakoluth (auch Satzbruch genannt).